# Bilbaogade
Bilbaogade er en gade i Århusgadekvarteret i Nordhavnen i København, der ligger mellem Trelleborggade og Århusgade i forlængelse af Sassnitzgade. Gaden er opkaldt efter den spanske havneby Bilbao.

## Historie og bebyggelse
Gaden ligger ligesom resten af Århusgadekvarteret i et område, der indtil 2014 var en del af Københavns Frihavn med begrænset adgang for offentligheden. Dengang udgjorde de nuværende Bilbaogade og Sassnitzgade tilsammen Jernvej, der gik fra Redhavnsvej, den nuværende Trelleborggade, til Lüdersvej, den nuværende Helsinkigade. Navnet Jernvej stammede fra omkring 1917.
Nordisk Film byggede 1915 en fabrik til kopiering af film i Bilbaogade 1-3 (daværende Jernvej).
I forbindelse med områdets ophør som frihavn blev det besluttet at omdanne det til en ny bydel med boliger og erhverv, hvilket blandt andet medførte anlæg af flere nye gader. Københavns Kommunes Vejnavnenævnet ønskede at følge traditionen med at give gadenavne efter et bestemt tema, i dette tilfælde internationale havnebyer, og det både for de nye gader og en række af de eksisterende. Det kom blandt andet til at berøre den hidtidige Jernvej, der blev foreslået delt i Bilbaogade og Sassnitzgade ved krydset med Århusgade, hvor gaden i forvejen knækkede. Indstillingen blev godkendt på Teknik- og Miljøudvalgets møde 21 januar 2014 med virkning fra 1. marts 2014.
På den vestlige side af Bilbaogade ligger der bevaringsværdige erhvervsejendomme i kvarteret Den røde by, der som navnet antyder overvejende er røde, og som har fået lov at blive stående. På den førhen ubebyggede østlige side opførte KPC og Danica Ejendomme karreen Central Park efter tegninger af Årstiderne Arkitekter i 2015-2016. Karreen ligger som en overgang mellem nybyggeriet i kvarteret og de ældre ejendomme i Den røde by, som arkitekterne har ladet sig inspirere af. Trods navnet ligger den ikke ved en park, men til gengæld støder den op til en lille plads med træer og legepladsen Legehavet på den vestlige del af Antwerpengade.